# Psilotreta jaroschi
Psilotreta jaroschi är en nattsländeart som beskrevs av Malicky 1995. Psilotreta jaroschi ingår i släktet Psilotreta och familjen böjrörsnattsländor. Inga underarter finns listade i Catalogue of Life.